# قلعة براغ

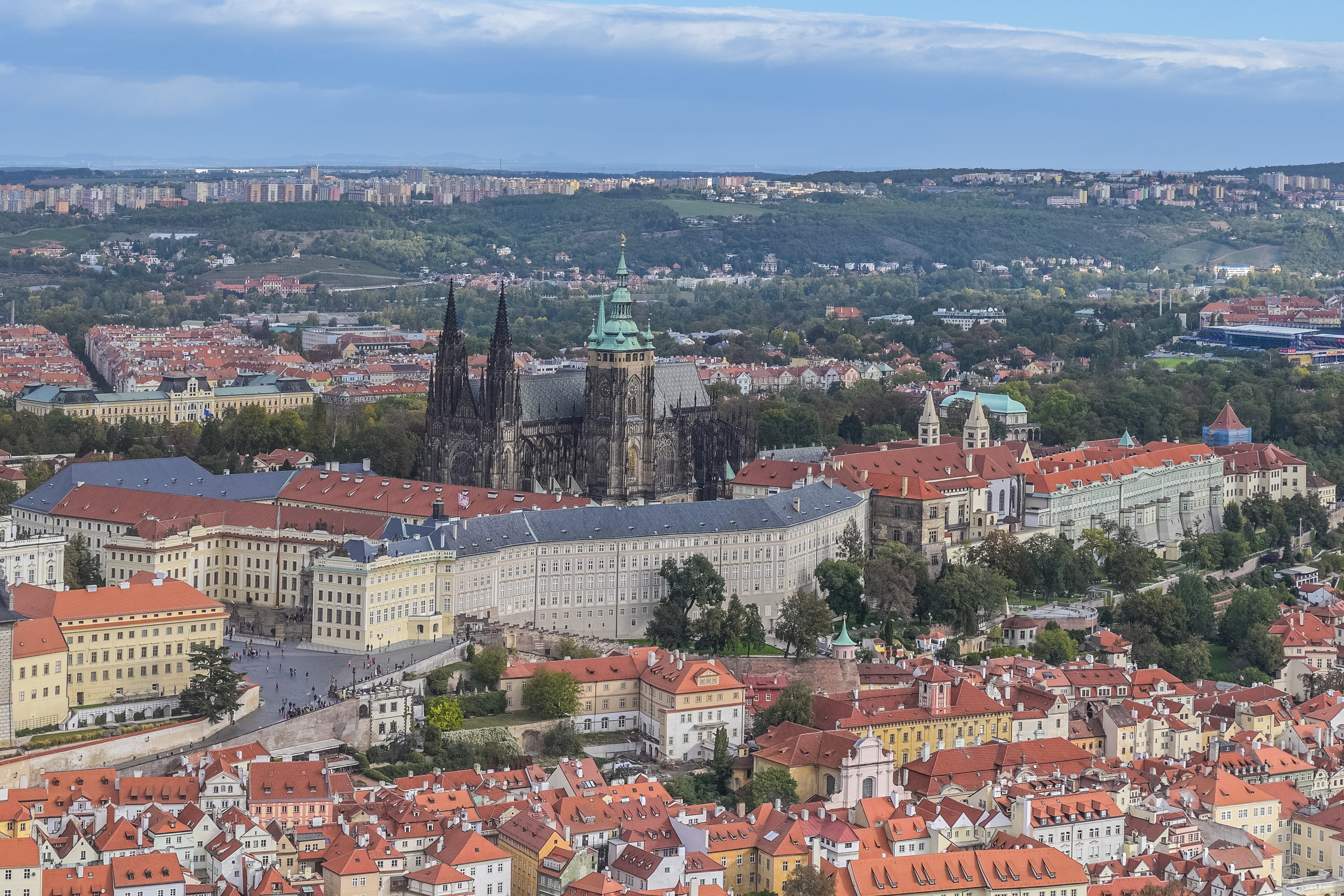
قلعة براغ وكنيسة القديس فيتوس

قلعة براغ (بالتشيكية:Pražský hrad) أكبر قلاع العالم ومقر الحكام في تشيكيا على مر العصور من زمن حكام المنطقة الرومان وملوك بوهيميا وحكام العهد الشيوعي حتى حكام فترة ما بعد الشيوعية. تقع في الجزء الشرقي من العاصمة التشيكية براغ وتحديدا في حي القلعة التاريخي.
تبلغ مساحة القلعة التي بنيت في القرن التاسع الميلادي حوالي 4300 متر مربع. تحتوي القلعة على كنيسة القديس فيتوس وتتميز بتنوع الفنون المعمارية فيها من الرومانسيكي إلى الحديث.